# Coenosia californica
Coenosia californica är en tvåvingeart som först beskrevs av Malloch 1920.  Coenosia californica ingår i släktet Coenosia och familjen husflugor. Inga underarter finns listade i Catalogue of Life.